# Mariano Sueldo
Mariano Sueldo fue un sacerdote y político peruano. 
Fue diputado de la República del Perú por la provincia de Cotabambas entre 1845 y 1849 durante el primer gobierno de Ramón Castilla y José Rufino Echenique.  